# Cratere Zagar
Zagar è un cratere sulla superficie di Plutone.